# Міст на острів Руський

Порівняння найбільших мостів світу

Міст на острів Руський (рос. Русский мост, іноді — Російський міст) — вантовий міст у Владивостоці, що з'єднав півострів Назімова з мисом Новосильського на острові Руському. Будівництво розпочато 3 вересня 2008 в рамках програми підготовки міста до проведення саміту АТЕС в 2012 році. Має третій в світі проліт серед вантових мостів довжиною 1104 метра — після мосту Акасі (1991 м.) та Місту Великий Бельт (1624 м.) . І є п'ятим[джерело?] за висотою пілони — 324 м. Збудований під керівництвом українського інженера, генерального директора фірми «МОСТ» Євгена Сура.

## Параметри мосту
- Загальна вага головної металевої балки жорсткості руслового прогону — 23000 т
- Загальна довжина мосту — 1885,53 м
- Загальна протяжність з естакадами — 3100 м
- Схема мосту: 60 +72 +3 × 84 +1104 +3 х84 +72 +60 м
- Довжина центрального руслового прогону — 1104 м
- Ширина мосту — 29,5 м
- Загальна ширина проїзної частини — 21 м
- Число смуг руху — 4 (2 в кожну сторону)
- Підмостовий габарит — 70 м
- Кількість пілонів — 2
- Висота пілонів — 324 м
- Найдовша/коротка ванта — 579,83/135,771 м

## Хронологія будівництва

Тип моста на острів Руський — вантовий міст з розташуванням вант за системою «арфа».

- Липень — серпень 2008 року: початкова підготовка будівельних майданчиків.

Для міцності та надійності моста під кожен з двох 320-метрових пілонів було встановлено 120 буронабивних паль.
На будівництво мосту було витрачено 33,9 млрд рублів бюджетних коштів.
- 2 липня 2012 року: відкриття робочого руху по мосту Д. Медведєвим.